# バスカヴィルの犬（ハウンド）
『バスカヴィルの犬（ハウンド）』（バスカヴィルのハウンド、英: The Hounds of Baskerville）は、BBCが2012年に制作したドラマ『SHERLOCK』のシーズン2・エピソード2である。
原案は『バスカヴィル家の犬』"The hound of the Baskervilles"（1901年）及び『悪魔の足』"The Adventure of the Devil's Foot"（1910年）である。

## あらすじ

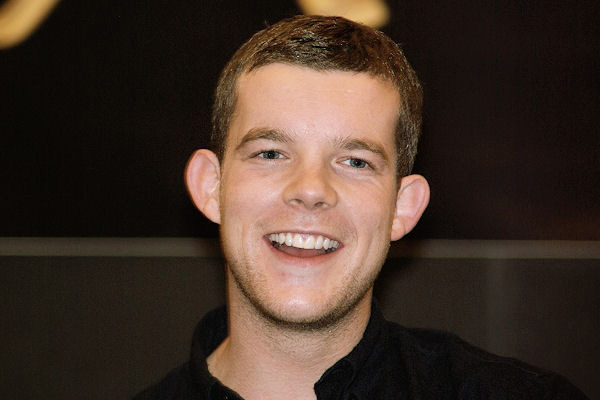
ヘンリー役のラッセル・トーヴィー

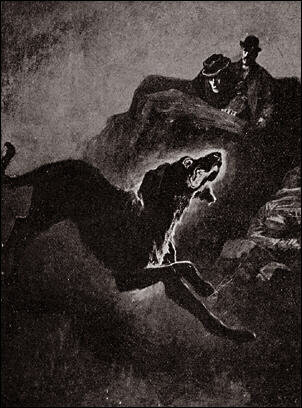
原作『バスカヴィル家の犬』に付けられた魔犬の挿絵。

デヴォン州ダートムーア在住のヘンリー・ナイトが、シャーロックとジョンの元へやってくる。彼は地域の魔犬伝説を特集した映像を2人に見せ、魔犬が父を殺したと訴える。彼の父の遺体は見つからず、孤児となったヘンリーは一度ダートムーアを離れる。20年経って故郷に帰ったヘンリーは、父が殺された窪地で「巨大な犬（）の足跡」を見つけ、ベーカー街へ依頼に現れた。シャーロックはヘンリーの使った「ハウンド」という単語に引かれ、ジョンと共に調査へ向かう。
シャーロックとジョンは、シャーロックがマイクロフトからくすねた許可証を使い、政府の査察と偽って現地に位置する政府の生物兵器研究施設・バスカヴィル研究所を調べに行く。シャーロックは、研究所で出会ったウイルス学者、ボブ・フランクランドの言葉に、かすかなアメリカ訛りがあることが気になる。
ヘンリーは、自宅を訪れたシャーロックとジョンに、"Liberty"（自由）・"in"（〜の中に）の2単語が繰り返し頭に浮かぶと話す。シャーロックは、ヘンリーの父が殺されたデュワーズ窪地での夜間実地調査を提案する。実地調査で、ジョンは丘の上から光によるモールス信号が発せられていると気付く。一方、ジョンを置いて窪地に向かったシャーロックとヘンリーは、そこで魔犬の唸り声を聞く。
シャーロックは、前回とは異なりマイクロフトの許可を取った上で、再びジョンとバスカヴィル研究所を訪れる。シャーロックはジョンを研究所のラボに閉じ込めて、薬剤による幻覚実験を行う。ジョンはシャーロックの期待通り魔犬を目撃するが、それは事前にシャーロックが吹き込んだ通りの姿だった。シャーロックは、ヘンリー邸にあった砂糖に毒物が入っていると考え、ステープルトンの研究室で調査するが、不発に終わる。その後自身の「マインドパレス」に入ったシャーロックは、ヘンリーの言う"Hound"（ハウンド）・"Liberty"・"in"が、アメリカ・インディアナ州リバティで行われた、「H.O.U.N.D.」計画を指していると気付く。この計画は恐怖の刷り込みによって人を簡単に暗示にかけることが出来る薬剤の開発研究を目的としたもので、中心になった研究者の頭文字を取った名前が付けられていた。「H.O.U.N.D.」計画では対人兵器としてこの薬剤を開発していたものの、被験者への甚大な悪影響が判明して1986年に中止されていたが、メンバーだったフランクランドが、バスカヴィル研究所で密かに研究を継続していたのだ。そこにルイーズ・モーティマー（ヘンリーのセラピスト）からジョンへ着信があり、幻覚を見たヘンリーが発砲して家を出て行ったとの連絡が入る。
シャーロックとジョンが窪地へ急行すると、ヘンリーが銃で自殺しようとしていた。シャーロックは、20年前ヘンリーの父を殺したのが「H.O.U.N.D.」計画に関わっていたフランクランドだと伝え、自殺を思いとどまらせる。そこへガスマスクを被ったフランクランドが現れ、シャーロックは窪地に仕込まれたパッドから、人が歩いた時に噴霧薬剤が出ることで幻覚が現れると気付く。窪地に集まったシャーロック・ジョン・ヘンリー・フランクランド・レストレードは、そこで薬の作用により魔犬を目撃するが、ジョンが射殺すると正体はただのハウンド犬だった。真相を知られたフランクランドは隙を突いて逃げ出すが、研究所周囲にあった地雷原に足を踏み入れて爆死する。
その後、留置場でモリアーティとマイクロフトが対面しているシーンが流れ、モリアーティが釈放されたところで物語は終わる。

## キャストと日本語吹替

### 本編
シャーロック・ホームズ
演 - ベネディクト・カンバーバッチ、声 - 三上哲
ジョン・ワトスン
演 - マーティン・フリーマン、声 - 森川智之
ハドソン夫人
演 - ユーナ・スタッブス、声 - 谷育子
レストレード警部補
演 - ルパート・グレイヴス、声 - 原康義
マイクロフト・ホームズ
演 - マーク・ゲイティス、声 - 木村靖司
ジム・モリアーティ
演 - アンドリュー・スコット、声 - 村治学
ヘンリー・ナイト
演 - ラッセル・トーヴィー、声 - 福田賢二
ステープルトン博士
演 - アメリア・ブルモア、声 - 新田万紀子
ボブ・フランクランド博士
演 - クライヴ・マントル、声 - 関輝雄
バリモア少佐
演 - サイモン・ペイズリー・デイ、声 - 坂元貞美
ルイーズ・モーティマー
演 - サーシャ・ベアール、声 - 加藤優子

### オーディオ・コメンタリー
- ラッセル・トーヴィ[注 6]（ヘンリー役）
- スティーヴン・モファット（製作総指揮、共同制作者）
- マーク・ゲイティス（製作総指揮、脚本、マイクロフト役）
- スー・ヴァーチュー（製作）

## スタッフ
- 脚本 - マーク・ゲイティス
- 制作者 - スティーヴン・モファット
- 監督 - ポール・マクギガン
- プロデューサー - スー・ヴァーチュー
- 音楽 - デヴィッド・アーノルド、マイケル・プライス（英語版）
- 撮影監督 - ファビアン・ヴァーグナー（英語版）[注 8]
- 美術監督 - アーウェル・ウィン・ジョーンズ
- 編集 - チャーリー・フィリップス
- エグゼグティブ・プロデューサー（PBS マスターピース） - レベッカ・イートン
- エグゼグティブ・プロデューサー（BBC） - ベサン・ジョーンズ
- 製作総指揮 - スティーヴン・モファット、マーク・ゲイティス、ベリル・ヴァーチュー、スー・ヴァーチュー

## 原作との対比

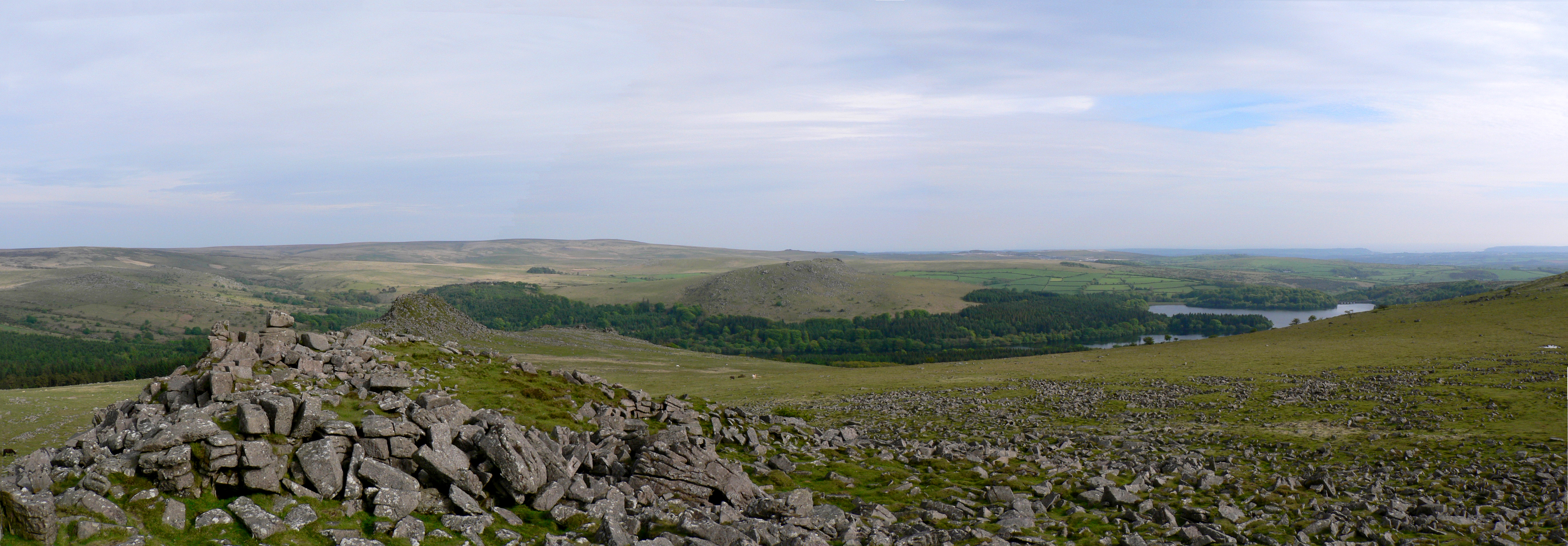
舞台となったダートムーア。

原案は『バスカヴィル家の犬』"The hound of the Baskervilles"（1901年）及び『悪魔の足』"The Adventure of the Devil's Foot"（1910年）である。
ドラマの原題は「The Hounds of Baskerville」、原案となった『バスカヴィル家の犬』の原題は「The Hound of Baskervilles 」である。原典では名字である「バスカヴィル」との名称が、ドラマ本編では地名となっている。
シャーロックが調査のため、銛を持って豚を刺しに出かけるシーンは、『ブラック・ピーター』に由来する。また、ジョンは同じシーンで数種類の新聞を読んでいるが、『白銀号事件』などにあるように、ホームズは発行されている全ての新聞を毎朝自宅に届けさせている。また、禁煙中のシャーロックが煙草の禁断症状から叫ぶ、「お茶より7％強いものが必要だ」との台詞は、原典『四つの署名』で、ホームズが7％溶液のコカインを愛用していることに由来する。
依頼人であるヘンリーの名字はナイト（英: Knight、騎士を意味する）だが、これは原作で命を狙われるのが貴族のサー・ヘンリー・バスカヴィルであることに由来している。また、原典でのグリンペン湿地帯は地雷原に変更されている。脚本のマーク・ゲイティスはコメンタリーで、「（原案は映像化も多い作品なので）みんなの知っている要素を違う形で取り入れようとした」と語っている。
シャーロックは「ハウンド」という言葉に引かれてヘンリーの依頼を受ける。これは、脚本を書いたマーク・ゲイティスの「若者はハウンド（英: hound）なんて言わないでドッグ（英: dog）と言うはずだ」との意見によるものである。なおヘンリーの「巨大なハウンドの足跡だった」という台詞は、原典でワトスンが述べるものである。

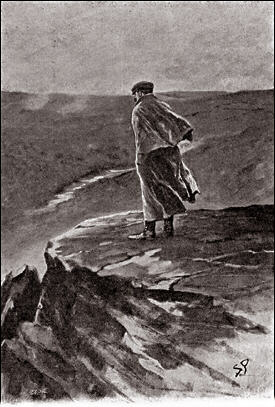
原案となった『バスカヴィル家の犬』に付けられた、シドニー・パジェットの挿絵。今作には、この挿絵同様にシャーロックが岩の上からダートムーア一帯を見下ろすシーンがある。

ホームズがワトスンに調査を任せきりな原案『バスカヴィル家の犬』と大きく異なり、シャーロックは当初からジョンと共にダートムーアにやってくる。
魔犬伝説について、シャーロックが「ジョンと賭けをした」として聞き出すのは、『青い紅玉』中の記述に基づくシーンである。
バスカヴィル研究所で、ジョンが「第五ノーサンバランド・フュージリアーズ連隊の大尉」と退役時の所属と階級を明言する。ジョンの述べる所属は、『緋色の研究』冒頭でワトスンが述べる所属と等しい。
原案『バスカヴィル家の犬』では、ヘンリー卿の友人モーティマー医師が、ホームズの元へ事件を持ち込む。今作では、モーティマーという名前が、ヘンリーの女性カウンセラーの名字として使われている。同様に、バスカヴィル家の執事バリモアの名前は、研究所に勤めている少佐の名字に使われている。バリモア少佐を演じたサイモン・ペイズリー・デイがあご髭を生やしているのは、原典の執事にならったものである。脚本のマーク・ゲイティスによると、あごひげは英国海軍なら可能だが、陸軍では御法度であり、コメンタリーでは「でも彼の所属は正規の陸軍では無いから（構わないだろう）」と発言している。また、原典で登場する植物学者のステープルトンは女性遺伝子学者、訴訟好きのフランクランド老人はアメリカ帰りのウイルス学者にそれぞれ置き換えられている。
ジョンが気付く、ハイビームを発している車の主はセルデンという名前だが、これは原典『バスカヴィル家の犬』で登場する脱獄犯の名前である。彼はバリモア夫人（バスカヴィル家の執事夫人）の弟であったが、結局事件には関係しなかった。ドラマでもセルデンの発しているハイビームは、モールス信号とは無関係であり、物語上のミスリードである点も共通している。
ダートムーアにやってきたレストレードへ、「ナッツみたいに茶色い」とシャーロックがコメントするが、この台詞は元々『緋色の研究』でスタンフォードがワトスンにかける言葉である。
シャーロックがジョンを使って、薬剤の効果実験をするシーンは、原典『悪魔の足』中のシーンに由来する。但し原典では、ホームズとワトスンが一緒に実験を行い、中毒になる寸前でワトスンがホームズを伴って逃げ出している。
劇中フランクランドは、誤って地雷原に侵入し地雷の爆発で死亡するが、これは『バスカヴィル家の犬』で、犯人のステープルトンが、底なし沼に踏み入って死亡するのと対比されている。

## 設定・制作秘話

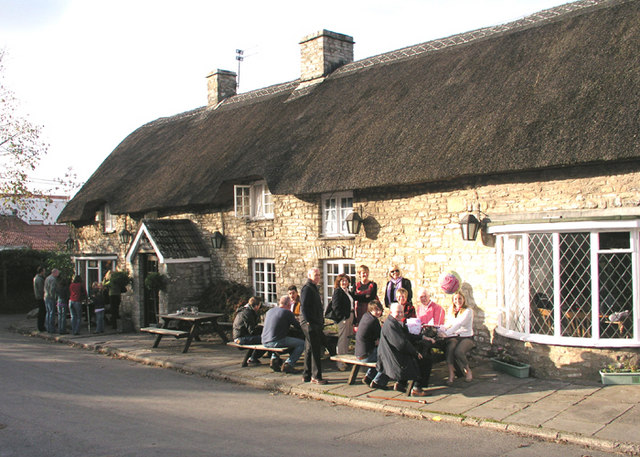
作中でパブとして登場する、セント・ヒラリー村の「ブッシュ・イン」。村はウェールズ南部のヴェール・オブ・グラモーガンに位置する。

モファットとゲイティスは、2人とも本作の脚本を担当したがったという。結局はゲイティスの熱意勝ちとなったが、彼は後に「罰が当たったと思うくらい、大変な仕事だった」と語っている。
冒頭、幼少期のヘンリーとして登場するサム・ジョーンズは、ヘンリーを演じたラッセル・トーヴィの実の甥である（コメンタリーで言及）。
ヘンリーが幼少期に書いた魔犬とされる絵は、脚本のスティーヴン・モファット・製作のスー・ヴァーチュー夫妻の息子が描いたものである。
魔犬伝説についてシャーロックに語る若者は、フレッチャー・ロビンソンという役名である。これはダートムーアの魔犬伝説をドイルに教えた友人の名前から取られている。ドイルはこの話を聞いて、『バスカヴィル家の犬』のプロットを思いついたとされている。
バスカヴィルには英国軍の生物化学兵器研究所があるとされるが、実際の化学兵器研究所としては、ポートンダウンが有名である。
今作では、ダートムーアに着いたシャーロックが、ジョンを助手席に乗せて運転するシーンがある。ゲイティスは元々、ジョンが運転するつもりでシーンを書いていたが、ジョン役のマーティン・フリーマンが運転できないという理由で、差し替えになったとコメンタリーで語っている。
ヘンリーの自宅に着いたジョンが「金持ちなのか？」と尋ね、ヘンリーが「ああ」と答えるシーンは、ゲイティスが『ジョーズ』からの借用だと答えている。
劇中、ダートムーアにやってきたレストレードが日焼けをしているのは、演じているルパート・グレイヴスがグアドループで別ドラマの撮影をしていたためである。ゲイティスとヴァーチューは、「あまりに焼け過ぎていたので台詞に入れた」とコメントしている。
劇中の光るウサギは、下村脩の発見したGFPで発光している設定である。
コメンタリーでは、「犬がホームズを演じた話」として、宮崎駿らが制作したアニメ『名探偵ホームズ』への言及がある。

### マインドパレス
今作で初めて「精神の宮殿」（マインドパレス、英: Mind Palace）の存在が明言される。これは、シャーロックの使う記憶術で、物事を地図のように配置し、膨大な知識をいつでも思い出せるようにするものである。このように、マインドパレスの理論自体は、場所法と呼ばれる記憶術の1つである。
ゲイティスはコメンタリーで、この単語は元々ダレン・ブラウンの著作にあったものだと語っている。その後も、マインドパレスとの単語は、一種の記憶術としてシーズン3や『忌まわしき花嫁』などで用いられている。また、ダレン・ブラウン自身はその後、本人役としてシーズン3エピソード1『空の霊柩車』に出演している。
本作では、シャーロックのマインドパレス中で、「Liberty」という単語に関連して、リバティ百貨店（ロンドンの百貨店）・フランス人権宣言・スーザのマーチ『自由の鐘』などが現れる。また「ハウンド」に関連して、エルヴィス・プレスリーの「ハウンド・ドッグ」などが登場する。